# Cuatro cuadras
Cuatro cuadras es un juego entre cuatro jugadores en un gramo cuadrado, dividido en cuatro casillas cuadradas. Se juega en colegios y campos de juegos en los Estados Unidos. Es popular porque no requiere preparación ni mucho equipo especializado, y los turnos del juego se pueden terminar en cualquier momento.

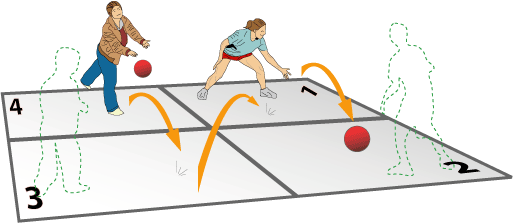
El servicio y los primeros dos golpes en un partido de cuatro cuadras.

## Reglamentos
Se juega cuatro cuadras con un balón de goma en un gramo de cuatro casillas.

### Meta
La meta del juego es avanzarse a la cuarta casilla por eliminar a otros jugadores. (Hay variaciones locales pero el tema de avanzar a la cuarta casilla es universal.) Jugadores golpean el balón a una otra casilla y jugadores se eliminan por tocar el balón incorrectamente o por hacer tales errores. Cuando un jugador alcance a la cuarta casilla, empieza a anotar puntos y sirve el balón para comenzar el siguiente turno. Si hay más de cuatro jugadores, los demás esperan fuera del gramo para jugar su turno.

### Fronteras
Líneas demarcan las casillas y rodean el gramo. El tamaño total varia entre 4.8m hasta 7.3m, pero el gramo puede ajustarse para la edad o la capacidad de los jugadores.
- La línea exterior, ella que rodea el gramo, se considera en juego, y si el balón la toca, el juego sigue.
- Las líneas interiores, ellas entre las casillas, se consideran fuera del juego. Si el balón toca cualquier parte de una, el último jugador que lo golpeó ha cometido un error.

### Manejo del balón
Cuatro cuadras se juega con un balón de más o menos 22 cm, típico para los campos de juego. Durante de juego ordinario, se puede golpear el balón con las manos, desde la muñeca hasta la punta del dedo, con una mano o dos, con manos abiertas o cerradas. Pero el contacto debe ser instantáneo, tal como vóleibol. Es un error si un jugador porta, coge, o para el balón durante del juego.
El error de "portar" el balón sucede cuando un jugador siga en contacto con el balón para poder dirigir su dirección. Algunos grupos lo llaman una portada cuandoquiera un jugador lo golpee con la palma abierta, o con los dedos rodeando o agarrando el balón.

### Proceso regular
El jugador en la cuarta casilla empieza el turno por servir el balón. El deja caer el balón en su propia casilla, luego lo golpea, conforme a los reglamentos, para la primera casilla. Cada jugador en turno lo dejan tocar el suelo de su casilla, luego lo golpean para una otra casilla de su gusto, hasta algún jugador haga un error y esté eliminado.

### Errores y eliminación
Jugadores se pueden eliminar por los siguientes motivos:
- Golpear el balón fuera del gramo o para una línea entre las casillas.
- Dejar que el balón toque el suelo de su casilla dos veces.
- Fallar de golpear el balón apropiadamente para la casilla de un otro jugador.
- Tocar el balón dos veces antes de dirigirlo a una otra casilla.
- Tocar el balón incorrectamente, por ejemplo portarlo, cogerlo, o pararlo.
- Violar una opción local que el jugador en la cuarta casilla haya declarado antes de servir. Algunas opciones obligan a jugadores mandar el balón a una secuencia de casillas.

Después de eliminarse por hacer un error, un jugador sale del gramo. Jugadores en casillas de bajo grado se avanzan de promoción a la siguiente casilla y un nuevo jugador entra el gramo desde la cola. Si hay exactamente cuatro jugadores, el jugador eliminado vuelve al gramo a la primera casilla.
Los jugadores siguen jugando así hasta vencer un tiempo, o hasta que el juego termine por algún acuerdo.

## Competencia organizada
Desde 2005 un torneo anual se ha realizado en el estado estadounidense de Maine. Han creado reglamentos apropiados para levantar el reto de juego, además sistemas de anotación para gradar a los jugadores.